# Heilig Hartbeeld (Steyl, Heilig Hartklooster, tuin)
Het Heilig Hartbeeld is een standbeeld in de kloostertuin van het Heilig Hartklooster in de Nederlandse plaats Steyl, in de provincie Limburg.

## Achtergrond
Arnold Janssen was stichter van de congegraties van de Missionarissen van Steyl (1875), de Missiezusters Dienaressen van de Heilige Geest (1889) en de Dienaressen van de Heilige Geest van de Altijddurende Aanbidding (1896). De Missiezusters waren vanaf 1904 gevestigd in het Heilig Hartklooster aan de Zusterstraat.
In het kloosterdorp Steyl is een aantal Heilig Hartbeelden te vinden: op de Heilig Hartheuvel en in de vijver van het Missiehuis St. Michaël, in de tuin van het Slotklooster en in de tuin en in de tuinmuur van het Heilig Hartklooster.

## Beschrijving
Het beeld toont een staande Christusfiguur als Goede Herder. Hij is gekleed in een lang, gedrapeerd gewaad en houdt in zijn rechterhand een kromstaf. Met zijn linkerhand ondersteunt hij een lam op zijn schouder. Op zijn borst is het Heilig Hart zichtbaar. Het beeld is geplaatst op een sokkel in de kloostertuin.

## Waardering
Het beeld is onderdeel van het kloostercomplex dat in 2004 in het monumentenregister werd ingeschreven als rijksmonument. "Het Heilig Hartklooster met kapel van de Missiezusters (SSpS) te Steyl vertegenwoordigt algemeen belang wegens: de ouderdom; de gave staat; de zeldzaamheid; de architectuurhistorische betekenis, met name voor de geschiedenis van de kloosterbouw; de betekenis voor de geschiedenis van het religieuze erfgoed; de cultuurhistorische betekenis, meer in het bijzonder als voortvloeisel van de Kulturkampf."